# Cynthia Sayer
 (mars 2017).
Cynthia Nan Sayer est une musicienne de jazz (jouant principalement du banjo et aussi du piano) et chanteuse américaine, née le 20 mai 1962 à Waltham, Massachusetts (USA).
Elle grandit à Scotch Plains, New Jersey. Elle apprend le banjo à treize ans.
En 1982, elle enregistre avec Marvin Hamlisch la musique originale du film Le Choix de Sophie. En 1985, dans La Rose pourpre du Caire de Woody Allen, elle double Mia Farrow au ukulélé dans une scène avec Jeff Daniels. Elle participe aussi à Bullets over Broadway et Anything Else du même cinéaste. Elle joue dans plusieurs films, téléfilms et spectacles télévisés.
Cynthia Sayer est membre du groupe Woody Allen and his New Orleans Jazz Band, qui se produit tous les lundis soir au Carlyle Hotel à Manhattan. Elle apparaît dans le film documentaire Wild Man Blues, de Barbara Kopple (1997), sur une tournée européenne du groupe. Elle a participé à deux enregistrements du groupe, The Bunk Project (1993), et la bande son de Wild Man Blues.
Cynthia Sayer mène aussi une carrière de leader de groupe (Cynthia Sayer's Hot Jazz Band), et d'artiste invitée dans de nombreux concerts et festivals dans le monde.
Son dernier CD est Attractions, avec Bucky Pizzarelli (2007).

## Discographie
- The Jazz Banjo of Cynthia Sayer (vinyl LP)
- More Jazz Banjo (cassette)
- Forward Moves (CD, cassette)
- Jazz at Home (CD)
- String Swing (CD)
- Souvenirs (CD multimédia pour PC)
- The Jazz Banjo of Cynthia Sayer, More Jazz Banjo (CD)
- Attractions (CD)